# Latham (Illinois)
Latham è un villaggio degli Stati Uniti d'America, situato nello Stato dell'Illinois, nella contea di Logan.